# Grauwe steltmot
De grauwe steltmot (Caloptilia cuculipennella) is een vlinder uit de familie mineermotten (Gracillariidae). De wetenschappelijke naam is voor het eerst geldig gepubliceerd in 1796 door Hübner.

## Kenmerken
De motten hebben langwerpige vleugels. De spanwijdte is ongeveer 12 mm. De crèmekleurige voorvleugels hebben een kenmerkend patroon van licht- en donkerbruine vlekken. De achtervleugels zijn bruinachtig van kleur zonder een speciaal patroon. De femora en tibiae van de voor- en middelste poten zijn opvallend behaard. In rust staan de motten rechtop op hun voor- en middenpoten, terwijl de achterpoten aan het achterlijf vastzitten. De rupsen zijn witachtig, geelachtig of lichtgroen van kleur en hebben een donkergele tot bruinachtige kopkapsel.

## Voorkomen
Caloptilia cuculipennella is wijdverbreid in Europa, maar wordt als zeldzaam beschouwd. Hun verspreidingsgebied strekt zich uit naar het noorden tot Fennoscandinavië, de Baltische staten en de Britse Eilanden, in het zuiden tot aan de Middellandse Zee, inclusief het Iberisch schiereiland, en in het oosten tot het Midden-Oosten.

## Levenswijze
De soort vormt één tot twee generaties per jaar. De wintergeneratie vliegt vanaf augustus, overwintert en kan in de volgende lente tot mei worden waargenomen. De soort gebruikt verschillende vertegenwoordigers van de olijfboomfamilie (Oleaceae) als waardplanten. Deze omvatten essen (Fraxinus), met name de gewone es (Fraxinus excelsior), liguster (Ligustrum), hier met name de liguster (Ligustrum vulgare), ook steenlinde (Phillyrea), jasmijn en de gewone sering (Syringa vulgaris). De rupsen mijnen aan de bovenzijde van het blad. Later verlaat de rups de mijn en spint een bladzak. Dit is bijna conisch, waarbij de twee openingen worden dichtgedraaid door het vel om te vouwen. In de bladzak ontwikkelt de rups zich verder tot verpopping. Ze eet het blad van binnenuit. Ten slotte spint de rups een witte cocon van ongeveer 9 mm lang, die als een hangmat aan beide uiteinden aan het blad is bevestigd. Aan het ene uiteinde is een spindraad nodig.